# 超冷原子
超冷原子是将原子保持在一个极低温的状态（接近绝对零度，0K），一般来说其典型温度在百纳开左右。在这样的低温状态下，原子的量子力学性质变得十分重要。要到达如此低的温度，则需要好几种技术的配合使用。首先将原子囚禁于磁光阱中，并用激光冷却预冷。一般也需要再利用蒸发制冷，以达到更低的温度。最近，麻省理工学院也有通过激光冷却直接达到量子简并物态的研究成果报导。
当原子被降到足够低的温度时，他们将会处于一种新的量子物态。对于玻色型原子气会产生玻色-爱因斯坦凝聚；对于费米型原子气，则形成简并费米气。由于原子间存在相互作用，实际上绝大多数原子在低温下的基态是形成固体（除了He3和He4，由于较大的零点能，常压下始终为液体），因此这类原子气实际上处于亚稳态。但是当原子气足够稀薄，碰撞概率足够小，这种亚稳态可以比较长时间的存在。无论是费米子还是玻色子，如果原子间相互为吸引作用，上述原子气所描述的状态将会失稳而塌缩。对于费米型气体，某种原子间的吸引作用可能形成类似超导当中的库伯（Cooper）对，而形成新的基态。
实验上，冷原子被用于研究玻色-爱因斯坦凝聚（BEC），超流，量子磁性，多体系统，BCS机制，BCS-BEC连续过渡等，对理解量子相变有重要意义。冷原子也被用于研究人工合成规范场，使得人们可以在实验室中模拟规范场，从而在凝聚态体系中辅助验证粒子物理的理论（而不需要巨大的加速器）。冷原子可以被精确的操控，可以用于研究量子信息学，冷原子系统是实现量子计算的众多方案中非常有前景的之一。